# Cadre-45/2-Weltmeisterschaft 1937

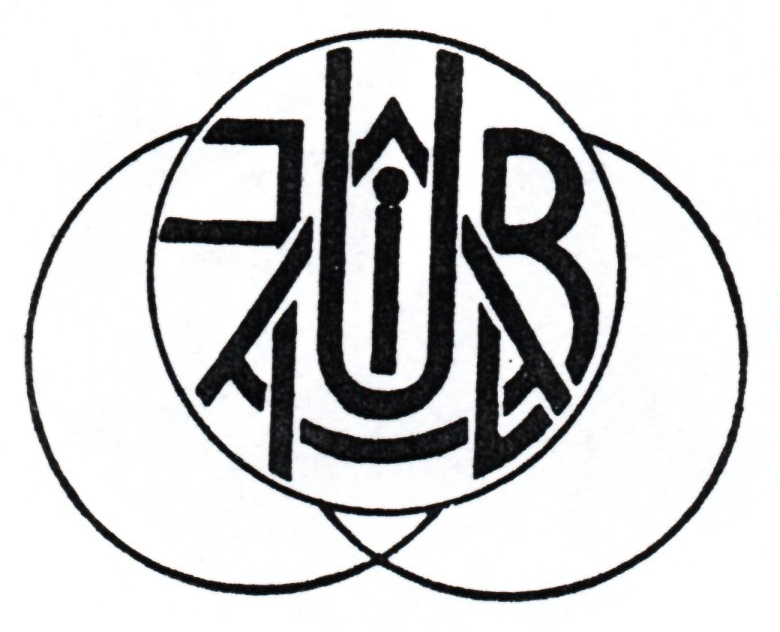
Logo UIFAB (ausrichtender Verband)

Veranstaltungsort: Groningen

Die Cadre-45/2-Weltmeisterschaft 1937 war die 30. Weltmeisterschaft, die bis 1947 im Cadre 45/2 und ab 1948 im Cadre 47/2 ausgetragen wurde. Das Turnier fand vom 18. bis zum 21. März 1937 in Groningen statt. Es war nach 1934 die zweite Cadre 45/2 Weltmeisterschaft in Groningen.

## Geschichte
Der neue und alte Weltmeister im Cadre 45/2 heißt René Gabriëls. Dabei verbesserte er den 1933 in Köln aufgestellten Weltrekord von Albert Poensgen im Generaldurchschnitt über ein Turnier (GD) deutlich von 28,59 auf 35,59, Die Turnierhöchstserie mit 216 spielte der Berliner Walter Joachim.

## Turniermodus
Es wurde im Round Robin System bis 400 Punkte gespielt. Bei MP-Gleichstand (außer bei Punktgleichstand beim Sieger) wird in folgender Reihenfolge gewertet:
1. MP = Matchpunkte
2. GD = Generaldurchschnitt
3. HS = Höchstserie

## Abschlusstabelle

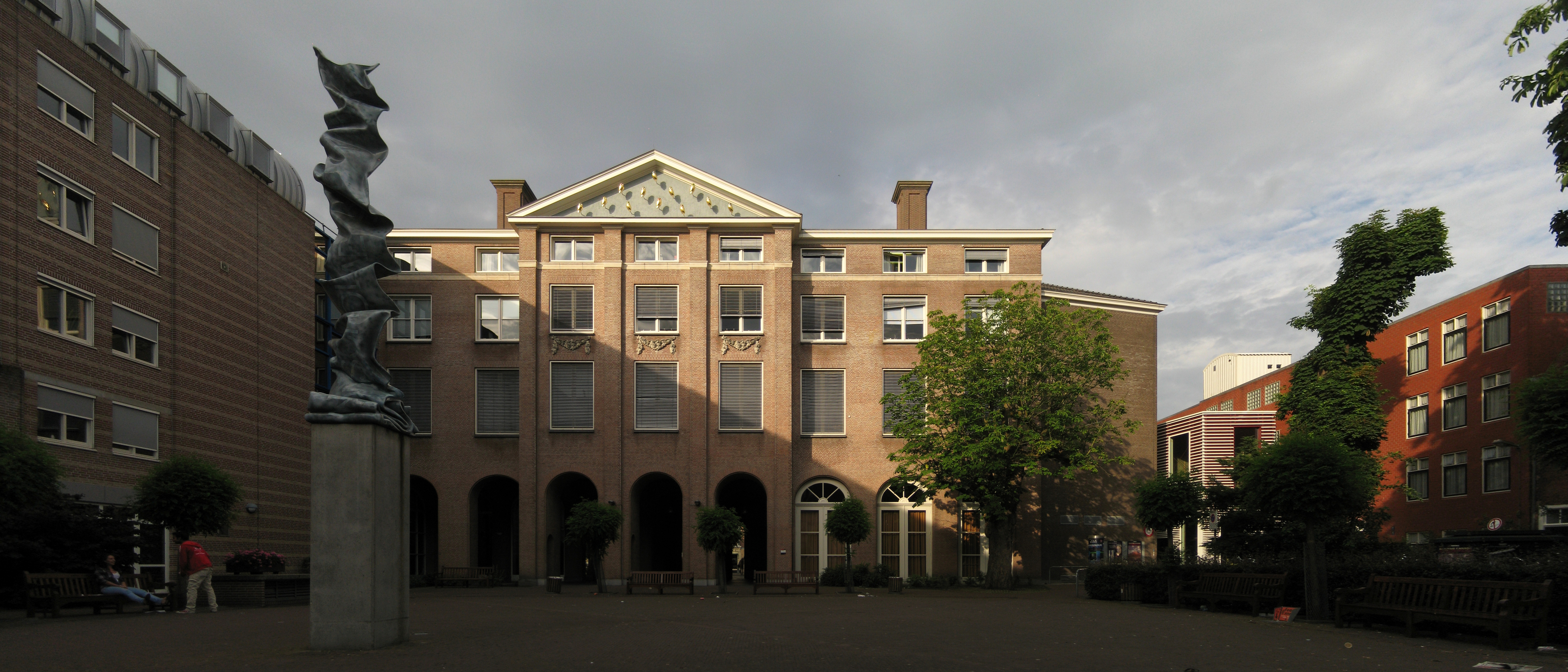
De Harmonie in Groningen

| MP    | Match Points (Sieger = 2; Unentschieden = 1; Verlierer = 0) |
| Pkte. | Erzielte Karambolagen                                       |
| Aufn. | Benötigte Versuche                                          |
| GD    | Generaldurchschnitt                                         |
| BED   | Bester Einzeldurchschnitt eines Spielers                    |
| HS    | Höchstserie                                                 |
|       | Bester GD des Turniers                                      |
|       | Bester ED des Turniers                                      |
|       | Beste HS des Turniers                                       |
|       | 1. Platz (Gold)                                             |
|       | 2. Platz (Silber)                                           |
|       | 3. Platz (Bronze)                                           |

| Platz                      | Name                | MP   | Pkte | Aufn. | GD    | BED   | HS  |
| -------------------------- | ------------------- | ---- | ---- | ----- | ----- | ----- | --- |
| 1                          | René Gabriëls       | 12:2 | 2705 | 76    | 35,59 | 50,00 | 207 |
| 2                          | Constant Côte       | 8:6  | 2673 | 123   | 21,73 | 40,00 | 150 |
| 3                          | Louis Chassereau    | 8:6  | 2484 | 123   | 20,19 | 40,00 | 137 |
| 4                          | Cornelius van Vliet | 8:6  | 2436 | 131   | 18,59 | 36,36 | 147 |
| 5                          | Théo Moons          | 8:6  | 2207 | 120   | 18,39 | 26,66 | 130 |
| 6                          | Walter Joachim      | 4:10 | 1903 | 108   | 17,62 | 26,66 | 216 |
| 7                          | Juan Butrón         | 4:10 | 1656 | 124   | 13,35 | 18,18 | 127 |
| 8                          | Jan Dommering       | 4:10 | 2193 | 165   | 13,29 | 16,00 | 98  |
| Turnierdurchschnitt: 18,82 |                     |      |      |       |       |       |     |